# (1026) Ingrid
(1026) Ingrid ist ein Asteroid des Hauptgürtels, der am 13. August 1923 vom deutschen Astronomen Karl Wilhelm Reinmuth entdeckt wurde, der am Observatorium auf dem Königstuhl bei Heidelberg tätig war.
Benannt ist der Asteroid nach der Nichte des deutschen Astronomen Albrecht Kahrstedt. Die Umlaufbahn hat eine Große Halbachse von 2,2542 Astronomische Einheiten und eine Bahnexzentrizität von 0,1824. Damit bewegt er sich in einem Abstand von 1,8430 (Perihel) bis 2,6654 (Aphel) astronomischen Einheiten in 3,38 Jahre um die Sonne. Die Bahn ist 5,4009° gegen die Ekliptik geneigt.